# Anoba firmalis
Anoba firmalis är en fjärilsart som beskrevs av Achille Guenée 1854. Anoba firmalis ingår i släktet Anoba och familjen nattflyn. Inga underarter finns listade i Catalogue of Life.